# Хиршкаси
Хиршка́си (рос. Хыршкасы, чув. Хырăшкасси) — присілок у складі Чебоксарського району Чувашії, Росія. Входить до складу Чиршкасинського сільського поселення.
Населення — 21 особа (2010; 21 у 2002).
Національний склад: чуваші — 100 %